# Цовагюх (станция)
Эта статья о станции Цовагюх. Статья о селе — Цовагюх
Цовагюх — железнодорожная станция Южно-Кавказской железной дороги на линии Раздан — Сотк. Расположена на северо-западном побережье озера Севан, на северо-западе марза (области) Гегаркуник, Армения.

## Описание
Станция состоит из четырёх путей, все электрифицированы. На путях станции отстаивается ремонтно-путевая техника. Также имеется низкая посадочная платформа (для остановки летнего электропоезда Алмаст — Цовагюх — Шоржа) и небольшое здание вокзала. Все пассажирские рейсы осуществляются только в летний период.

## Деятельность
- Пассажирское сообщение отсутствует с 2014 года.
- Регулярно проходят только грузовые поезда, перевозящие медную руду с Соткского месторождения на рудообогатительный комбинат в Арарате.

## Станция в прессе
- При открытии платформы Алмаст началось летнее курсирование электропоезда Алмаст — Цовагюх